# 1959 en jeu
Chronologie du jeu
- 1955
- 1956
- 1957
- 1958
- 1959
- 1960
- 1961
- 1962
- 1963

Cet article présente les faits marquants de l'année 1959 concernant le jeu.

## Sorties
- Diplomatie, Allan B. Calhamer, auto-édition (première édition professionnelle en 1961 par Games Research Inc.)
- Risk, Albert Lamorisse, Miro Company